# 箱根町消防本部
箱根町消防本部（はこねまちしょうぼうほんぶ）は、神奈川県足柄下郡箱根町の消防部局（消防本部）。管轄区域は箱根町全域。

## 概要
- 消防本部：箱根町宮ノ下467-1
- 管内面積：92.82km2
- 職員定数：104人
- 消防署1カ所、分署3カ所、
- 主力機械（2020年4月1日現在）[1]
  - 水槽付消防ポンプ自動車：3
  - 消防ポンプ自動車：1
  - はしご付消防自動車：1
  - 高規格救急自動車：5
  - 指令車：1
  - 救助工作車：1
  - 広報車：1
  - 査察車：1
  - 資機材搬送車：2

1. ↑  『令和2年版消防年報（箱根町消防本部）』参照

## 沿革
- 1970年4月1日 箱根町消防本部および箱根町消防署を開設。
- 1974年5月1日 消防本部庁舎が完成。
- 1993年8月6日 仙石原分遣所に救急車を配置し、救急業務を開始。
- 1994年12月27日 箱根分遣所に救急車を配置し、救急業務を開始。
- 2001年4月1日 消防本部新庁舎が完成。

## 組織
- 本部 - 消防総務課、予防課
- 消防署 - 警備第1課、警備第2課、湯本分署

## 消防署
| 消防署       | 住所        | 分署          | 分遣所                           |
| ------------ | ----------- | ------------- | -------------------------------- |
| 箱根町消防署 | 小涌谷467-1 | 湯本：湯本698 | 仙石原：仙石原17 箱根：元箱根102 |